# Paul Rouschop
Paul Rouschop est un chef décorateur belge.

## Filmographie
Comme chef décorateur
- 2005 : Ultranova de Bouli Lanners
- 2008 : Eldorado de Bouli Lanners
- 2009 : Le Plein d'aventure
- 2011 : Les Géants de Bouli Lanners
- 2011 : The Incident
- 2013 : Une chanson pour ma mère
- 2014 : Terre battue de Stéphane Demoustier
- 2014 : Le Temps des aveux de Régis Wargnier
- 2014 : Tous les chats sont gris de Savina Dellicour
- 2015 : La Volante de Christophe Ali et Nicolas Bonilauri
- 2016 : Les Premiers, les Derniers de Bouli Lanners
- 2016 : Le Fils de Joseph d'Eugène Green
- 2018 : Mon Ket de François Damiens
- 2018 : Plein la vue de Philippe Lyon
- 2018 : Sandstern de Ylmaz Arslan

Au département artistique
- 1998 : Le Comptoir
- 1999 : Une liaison pornographique
- 2001 : Maigret (série télévisée, 1 épisode)
- 2001 : De grot
- 2002 : Le Fils
- 2003 : Jeux d'enfants
- 2004 : 3 garçons, 1 fille, 2 mariages (TV)
- 2005 : L'Enfant (assistant décorateur)

Comme directeur artistique
- 2010 : All Good Children
- 2012 : Silent City
- 2016 : Les Premiers, les Derniers

Comme décorateur
- 2006 : Congorama

## Récompenses et distinctions
- 2012 : 2e cérémonie des Magritte du cinéma : nomination au Magritte des meilleurs décors pour Les Géant
- 2016 : 6e cérémonie des Magritte du cinéma : nomination au Magritte des meilleurs décors pour Tous les chats sont gris
- 2017 : 7e cérémonie des Magritte du cinéma : Magritte des meilleurs décors pour Les Premiers, les Derniers